# 米国科学者連盟
米国科学者連盟（べいこくかがくしゃれんめい、FAS, Federation of American Scientists）は科学と科学技術を利用し世界の安全性を高めることを目的とした非政府組織（NGO）である。

## 解説
FASは最初の原子爆弾を開発したマンハッタン計画の科学者たちから創設された。アメリカ科学者連盟は、使用されている核兵器の量を減らし、核テロや放射能テロを防ぐこと、原子力エネルギーの安全性とセキュリティに関する高い基準を提示し政府の秘密保持慣行を明らかにするとともに、通常兵器、核兵器、生物兵器、化学兵器の世界的な違法取引を追跡し排除することなどを目的としていると述べている。100 のスポンサーを擁する米国科学者連盟は、国民と政策立案者を教育することにで、重要な科学技術安全保障政策の問題に対する解決策を考案、推進し、より安全な世界を促進するとしている。政策への影響を強めるために、調査と分析を通じて透明性を促進するFAS プロジェクトは、核セキュリティ、政府機密、バイオセキュリティの 3 つの主要なプログラムで構成されている。FAS は原子力と原子力兵器の管理だけでなく、原子力活動の国際監視の強化においても役割を果たしてきた。

## 歴史
- 1945年 - FAS は、マンハッタン計画に携わった人々とオークリッジとロスアラモスで働いていた科学者と技術者のグループによって、1945 年 11 月に設立された。このグループの目標は、原子力の国際管理と平和利用への専念、科学の公的促進、科学者と科学研究の自由と誠実さを求める活動を行うことである。

- 1948年 - 1948 年までに、連盟は会員数約 2,500 名に成長し、核兵器を軍ではなく文民の管理下に置くマクマホン法の可決と国立科学財団の創設に貢献し、アメリカに影響を与えた。原子力と軍縮の国際管理に関する国連における立場。

- 1969年 - 1969 年、FAS の年間予算はおよそ 7,000 ドルで、ほとんどがボランティア スタッフに頼っていた。1980 年代半ばまで、FAS は著名な科学者ではなく、専門スタッフ、アナリスト、研究者に依存していた。FASは、政府の情報公開と透明性を重視し、秘密プロジェクトや財政における秘密主義から離れた。2000 年に、クリントン政権の技術評価局の元上級科学者で科学政策顧問だったヘンリー C. ケリーが新大統領に就任した。ケリー氏は、政策における科学を強化し、その科学を利用して国民にさらなる利益をもたらすことに焦点を当てるというFASの移行を継続した。

- 2018年 - 2018 年、FAS は原子力分野における既存の活動に加え、政策起業家精神の新時代に乗り出した。私たちの目標は、専門家や経験豊富な人々に、より大きな利益のために政策を変更するためのツールを提供することで、政策決定プロセスを民主化することである。